# Альба-ла-Ромен
Альба́-ла-Роме́н (фр. Alba-la-Romaine, окс. Alban) — коммуна во Франции, находится в регионе Рона — Альпы. Департамент коммуны — Ардеш. Входит в состав кантона Вивье. Округ коммуны — Прива.
Код INSEE коммуны 07005.

## История
В Римской империи в IV веке город был центром народа гельвиев в Нарбонской Галлии и назывался Alba Helviorum. Позже стал резиденцией местных епископов. Со Средневековья поселение носило имя Апс, в 1904 году было переименовано в Альбу. Нынешнее название коммуна официально получила в 1986 году.

## Население
Население коммуны на 2008 год составляло 1421 человек.
| 1962 | 1968 | 1975 | 1982 | 1990 | 1999 | 2008 |
| ---- | ---- | ---- | ---- | ---- | ---- | ---- |
| 786  | 871  | 865  | 824  | 990  | 1135 | 1421 |

## Экономика
В 2007 году среди 810 человек в трудоспособном возрасте (15-64 лет) 592 были экономически активными, 218 — неактивными (показатель активности — 73,1 %, в 1999 году было 68,3 %). Из 592 активных работали 533 человека (302 мужчины и 231 женщина), безработных было 59 (25 мужчин и 34 женщины). Среди 218 неактивных 82 человека были учениками или студентами, 56 — пенсионерами, 80 были неактивными по другим причинам.

## Фотогалерея

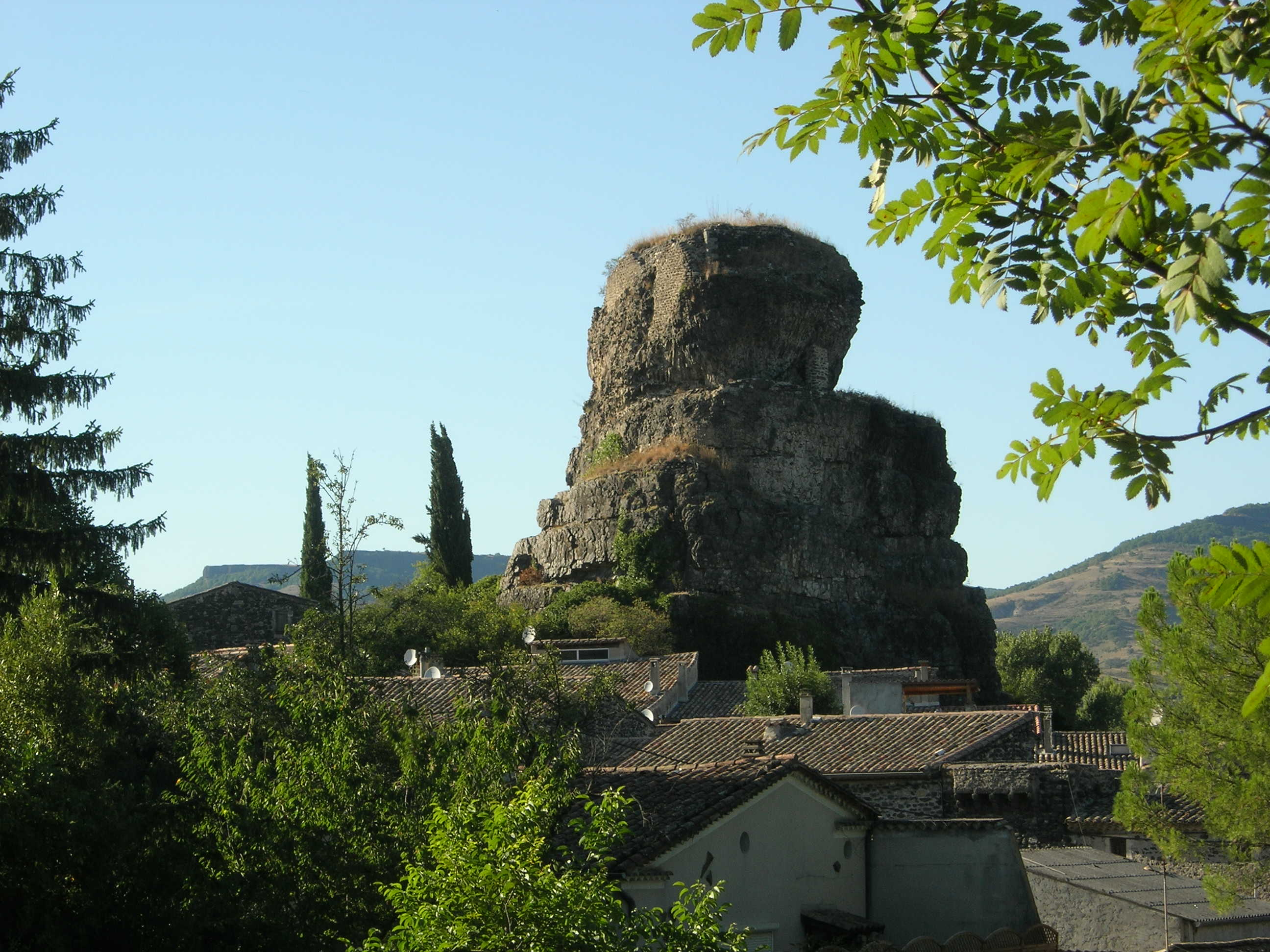
Скала Альба
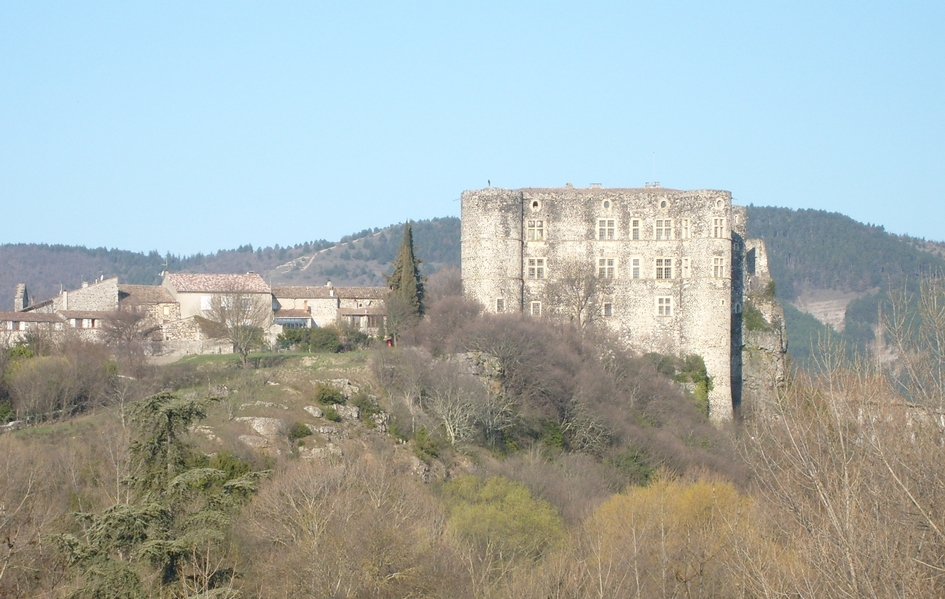
Замок
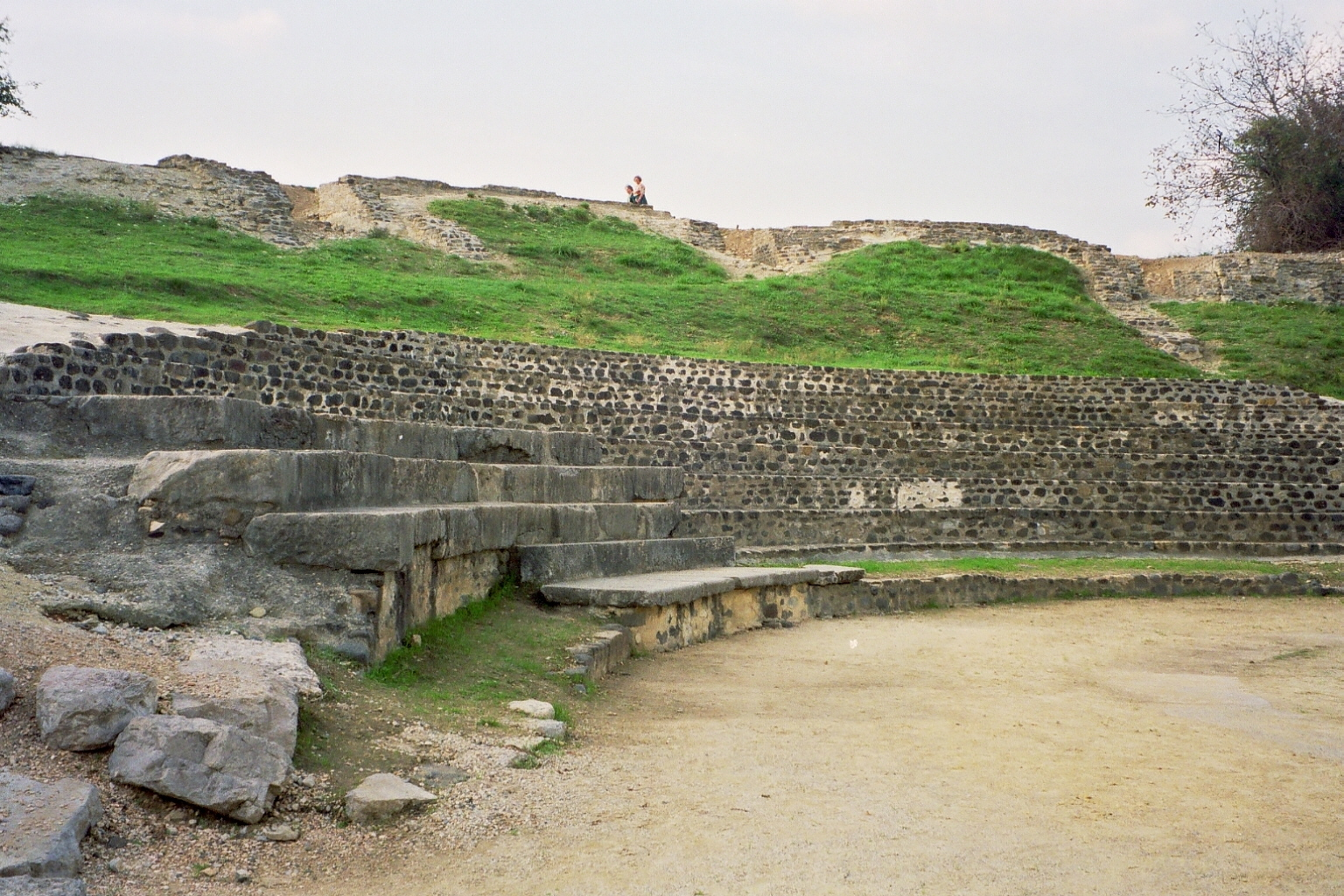
Галло-романский театр
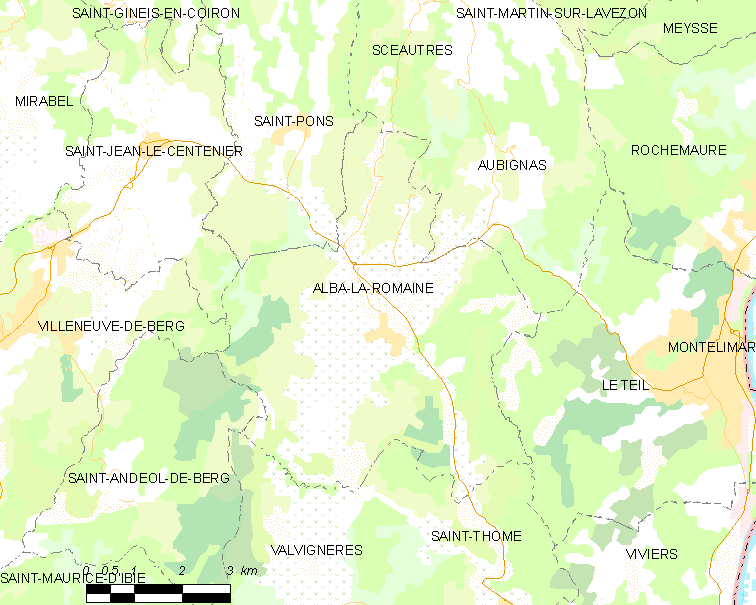
Карта коммуны